# Apărarea Petrov
Apărarea Petrov

## Variantă Standard
Albul joacă 1.e4, negrul replică cu 1.e5. Albul continuă cu 2.Cf3. Dacă mutarea negrului este 2.Cf6, varianta obținută este Apărarea Petrov.  

## Scop
Negrul nu este obligat să apere pionul de la e5 cu mutarea 2.Cc6. Negrul atacă la rândul lui pionul de la e4 al albului și destabilizează centrul. 

## Variante
A.Atacul Wilhelm Steinitz.

Denumirea vine de la marele maestru. Albul joacă 3.d4 oferind o capcană interesantă pentru negru.

B. Varianta celor patru cai
Dacă albul joacă 3. Cc3 și negrul răspunde cu 3.Cc6,jocul se transformă în Jocul celor patru cai.

C. Varianta celor trei cai
Dacă albul joacă 3.Cc3 și negrul răspunde cu o altă mutare decât 3.Cc6,partida se numește Jocul celor trei cai.

D. Varianta clasică
Dacă albul alege să captureze  pionul negrului de la e5 prin mutarea 3.Cxe5 și negrul răspunde cu mutarea 3.d6 partida se numește Varianta clasică a Apărării Petrov.
E. Varianta Daimano
Dacă albul capturează pionul negrului de la e5 și negrul capturează pionul albului de la e4, partida se numește Varianta Daimano a Apărării Petrov.

## Istorie
Apărarea Petrov a început să fie popularizată după Secolul al XVI-lea.
În prezent este o deschidere care este ocazional jucată de marii maeștrii.

1. ↑  Eade, James (2021). Biblia jucătorului de șah: strategii ilustrate pentru a fi mereu în avantaj. Didactica Publishing House. p. 64.
2. ↑  „Apărarea Petrov”. www.chess.com. Accesat în 19 ianuarie 2025.